# Kovarianzanalyse (Strukturanalyse)
Die Kovarianzanalyse ist in der Strukturmechanik eine Methode für die Untersuchung von Tragwerken, die durch eine stochastische dynamische Last beansprucht werden. Mit ihr werden statistische Kennwerte (Varianzen und Kovarianzen) bestimmt, um die Beanspruchung der Tragwerks beurteilen.

## Beschreibung
Die Kovarianzanalyse verwendet eine Filterdarstellung der Belastung: die Lastzeitreihe wird analysiert und ein Formfilter identifiziert. Grundlage hiervon sind die Verwandten der spektralen Leistungsdichte im Zeitbereich, die Korrelationsfunktionen. Ergebnis der Kovarianzanalyse sind die Varianzen und Kovarianzen der Tragwerksantwort von allen Strukturfreiheitsgraden.

### Filterdarstellung
Grundlage der Kovarianzanalyse ist die gleichwertige Darstellung von Last und Tragwerk als Filter. Für die Last wird ein Formfilter {\displaystyle \mathbf {S} _{1}\left({\mathbf {A} _{1},\mathbf {B} _{1},\mathbf {C} _{1},\mathbf {D} _{1}}\right)} identifiziert, und die Tragwerksdaten werden in Zustandsraumdarstellung zu einem Strukturfilter {\displaystyle \mathbf {S} _{2}\left({\mathbf {A} _{2},\mathbf {B} _{2},\mathbf {C} _{2},\mathbf {D} _{2}}\right)} umgeformt. Dann können die beiden Filtermodelle zu einem Gesamtfilter {\displaystyle \mathbf {S} _{G}\left({\mathbf {A} _{G},\mathbf {B} _{G},\mathbf {C} _{G},\mathbf {D} _{G}}\right)} kombiniert werden, das gaußisches weißes Rauschen als Systemeingang hat.

### Lyapunovgleichung
Aus mathematischer Sicht entspricht die Kovarianzanalyse einer Lösung der kontinuierlichen Lyapunovgleichung:
{\displaystyle \mathbf {A} _{G}\cdot \mathbf {P} _{z_{G}z_{G}}+\mathbf {P} _{z_{G}z_{G}}\cdot \mathbf {A} _{G}^{T}+\mathbf {B} _{G}\cdot \mathbf {B} _{G}^{T}=0}
Dabei sind {\displaystyle \mathbf {A} _{G}} und {\displaystyle \mathbf {B} _{G}} die Systemmatrizen des Gesamtfilters und {\displaystyle \mathbf {P} _{z_{G}z_{G}}} ist die mit dem Zustandsvektor des Systems
{\displaystyle \mathbf {z} _{G}(t)={\begin{pmatrix}\mathbf {x} (t)\\{\dot {\mathbf {x} }}(t)\\\mathbf {z} _{1}(t)\end{pmatrix}}}
korrespondierende Kovarianzmatrix. {\displaystyle \mathbf {x} (t)} und {\displaystyle {\dot {\mathbf {x} }}(t)} der Verschiebungsvektor beziehungsweise der Geschwindigkeitsvektor der Struktur. {\displaystyle \mathbf {z} _{1}(t)} ist der Systemvektor des Lastfilters. Die Kovarianzmatrix enthält unter anderem die Varianzen und Kovarianzen der Tragwerksverschiebungen {\displaystyle \mathbf {P} _{xx}} und Tragwerksgeschwindigkeiten {\displaystyle \mathbf {P} _{{\dot {x}}{\dot {x}}}}.
{\displaystyle \mathbf {P} _{z_{G}z_{G}}={\begin{pmatrix}{\mathbf {P} _{xx}}&{\mathbf {P} _{x{\dot {x}}}}&{\mathbf {P} _{xz_{1}}}\\{\mathbf {P} _{{\dot {x}}x}}&{\mathbf {P} _{{\dot {x}}{\dot {x}}}}&{\mathbf {P} _{{\dot {x}}z_{1}}}\\{\mathbf {P} _{z_{1}x}}&{\mathbf {P} _{z_{1}{\dot {x}}}}&{\mathbf {P} _{z_{1}z_{1}}}\end{pmatrix}}}

### Berechnung höherer spektraler Momente
Durch Erwartungswertbildung kann aus der Kovarianzmatrix {\displaystyle \mathbf {P} _{z_{G}z_{G}}} die Matrix {\displaystyle \mathbf {P} _{{\dot {z}}_{G}{\dot {z}}_{G}}} gewonnen werden, welche die Varianzen und Kovarianzen der Tragwerksbeschleunigungen {\displaystyle \mathbf {P} _{{\ddot {x}}{\ddot {x}}}} enthält:
{\displaystyle {\begin{aligned}P_{{\dot {z}}_{G}{\dot {z}}_{G}}&=E\left[{{\dot {\mathbf {z} }}_{G}\cdot {\dot {\mathbf {z} }}_{G}^{T}}\right]\\&=\mathbf {A} _{G}\cdot E\left[{\mathbf {z} _{G}\cdot \mathbf {z} _{G}^{T}}\right]\cdot \mathbf {A} _{G}^{T}+\mathbf {A} _{G}\cdot E\left[{\mathbf {z} _{G}\cdot \mathbf {w} ^{T}}\right]\cdot \mathbf {B} _{G}^{T}\\&+\mathbf {B} _{G}\cdot E\left[{\mathbf {w} \cdot \mathbf {z} _{G}^{T}}\right]\cdot \mathbf {A} _{G}^{T}+\mathbf {B} _{G}\cdot E\left[{\mathbf {w} \cdot \mathbf {w} ^{T}}\right]\cdot \mathbf {B} _{G}^{T}\\&=\mathbf {A} _{G}\cdot \mathbf {P} _{z_{G}z_{G}}\cdot \mathbf {A} _{G}^{T}+\mathbf {B} _{G}\cdot \mathbf {B} _{G}^{T}\end{aligned}}}
Die Matrix {\displaystyle P_{{\dot {z}}_{G}{\dot {z}}_{G}}} ist folgendermaßen aufgebaut:
{\displaystyle \mathbf {P} _{{\dot {z}}_{G}{\dot {z}}_{G}}={\begin{pmatrix}{\mathbf {P} _{{\dot {x}}{\dot {x}}}}&{\mathbf {P} _{{\dot {x}}{\ddot {x}}}}&{\mathbf {P} _{{\dot {x}}{\dot {z}}_{1}}}\\{\mathbf {P} _{{\ddot {x}}{\dot {x}}}}&{\mathbf {P} _{{\ddot {x}}{\ddot {x}}}}&{\mathbf {P} _{{\ddot {x}}{\dot {z}}_{1}}}\\{\mathbf {P} _{{\dot {z}}_{1}{\dot {x}}}}&{\mathbf {P} _{{\dot {z}}_{1}{\ddot {x}}}}&{\mathbf {P} _{{\dot {z}}_{1}{\dot {z}}_{1}}}\end{pmatrix}}}
Die Varianzen für Tragwerksverschiebungen, Tragwerksgeschwindigkeiten und Tragwerksbeschleunigungen sind die spektralen Momente der Tragwerksverschiebungen. Für die Bestimmung der Tragwerksschnittgrößen und -spannungen können noch höhere spektrale Momente berechnet werden. Die spektralen Momente bilden die Grundlage für verschiedene Nachweisverfahren der stochastischen Strukturanalyse, beispielsweise für die Berechnung der Schädigungen beim Ermüdungsnachweis. Viele analytische Methoden zur Bestimmung der Zyklenanzahl (Rice, Dirlik) verwenden die spektralen Momente.

## Weitere Methoden der stochastischen dynamischen Strukturanalyse

### Zeitbereichsintegration
Diese Methode (nach der englischen Bezeichnung auch Time-History-Verfahren genannt) beruht auf einer Integration der Bewegungsgleichung. Wie jeder dynamische Vorgang, so können auch stochastische Belastungen auf diese Art gerechnet werden. Um statistisch aussagekräftige Ergebnisse zu erhalten, muss allerdings eine lange Zeitreihe analysiert werden, was diese Methode rechenintensiv und zeitaufwändig macht.

### PSD-Methode
Dieses Verfahren arbeitet im Frequenzbereich. Grundlage ist die spektrale Leistungsdichte oder Leistungsspektraldichte (engl.: power spectral density / PSD) der Belastung. Vorab muss also eine Umwandlung der Lastzeitreihen erfolgen. Über den Frequenzgang des Systems, der die Tragwerksstruktur beschreibt, wird die Leistungsspektraldichte der Tragwerksantwort (Verschiebung, Schnittgröße, Spannung) berechnet. Diese Methode ist deutlich schneller und statistisch aussagekräftiger als eine Zeitbereichsintegration. Allerdings erhält man als Ergebnis nur das Spektrum der Tragwerksantwort eines Freiheitsgrades. Bei mehreren Antwortfunktionen steigt der Rechenaufwand entsprechend an; man muss vorab wissen, welche Stelle am Tragwerk wichtig ist.